# Wiaczesław Zajcew
Wiaczesław Aleksiejewicz Zajcew (ros. Вячеслав Алексеевич Зайцев, ur. 12 listopada 1952 w Leningradzie, zm. 12 czerwca 2023) – radziecki siatkarz. Trzykrotny medalista olimpijski.
W reprezentacji Związku Radzieckiego grał w latach 1971–1988. Od 1977 był kapitanem zespołu. Oprócz trzech medali igrzysk olimpijskich – srebra w 1976 i 1988, złota w 1980 – sięgnął po dwa złote medale mistrzostw świata (1978 i 1982) i dwa srebrne (1974, 1986). Siedmiokrotnie zostawał mistrzem Europy (1971, 1975, 1977, 1979, 1981, 1983, 1985). W latach 1969–1987 był graczem Avtomobilista Leningrad, z którym stawał na podium mistrzostw ZSRR i zwyciężał w Pucharze Europy Zdobywców Pucharów siatkarzy (1982 i 1983). W 1987 wyjechał do Włoch, gdzie grał w Marconi Spoleto (1987–1989), Volley Agrigento (1989–1990) i Pall. Città di Castello (1990–1992). Karierę kończył w szwajcarskim Lugano w 1992.
Jego syn Ivan także jest siatkarzem, reprezentantem Włoch.